# 翘鼻麻鸭

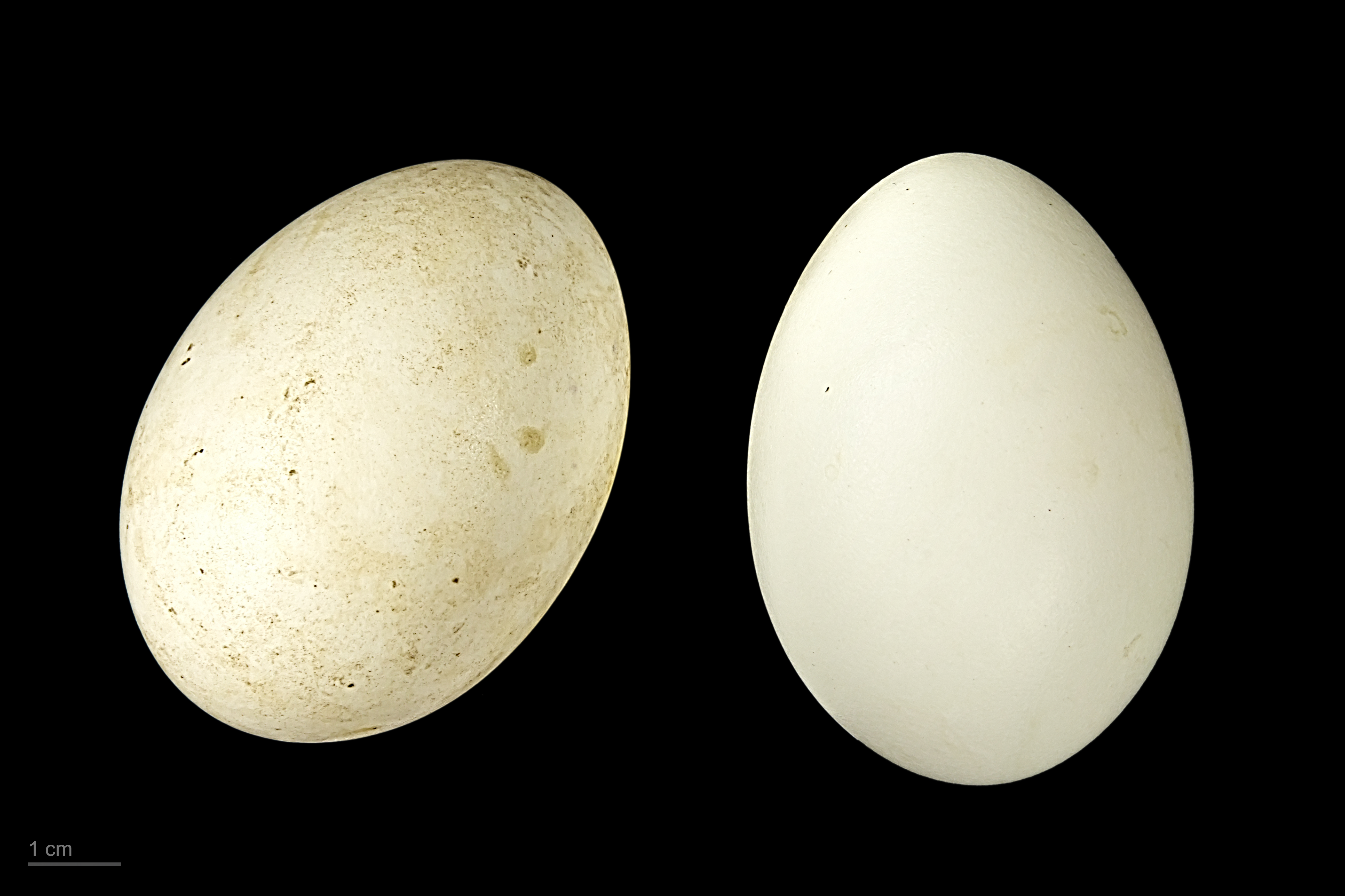
Tadorna tadorna

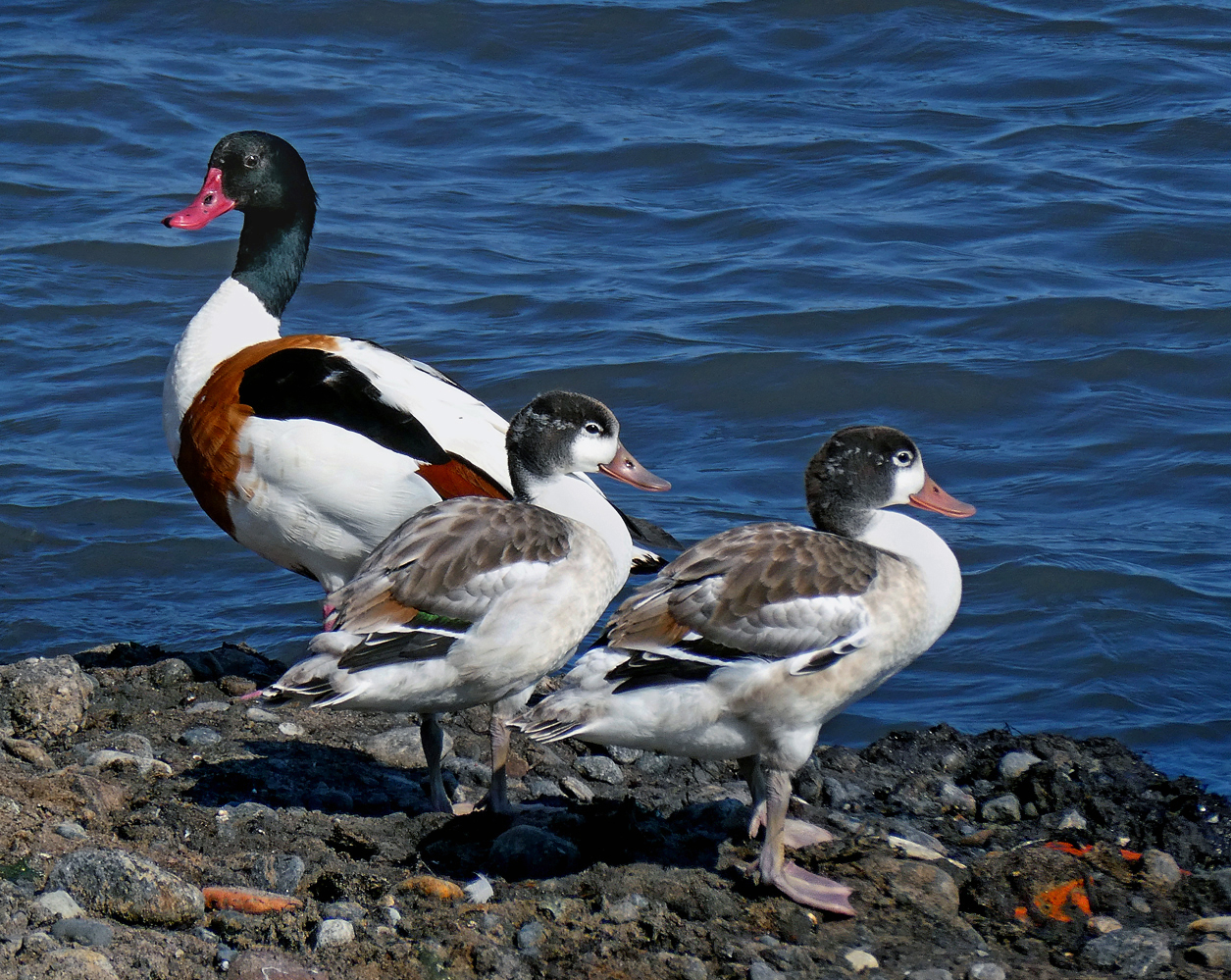
花鳧

翘鼻麻鸭又名白鸭、冠鸭、掘穴鸭、潦鸭、翘鼻鸭、花凫。

## 生态环境
翘鼻麻鸭主要在淡水湖泊、河流、盐池、盐田及海湾等处等湿地活动。冬天时随潮汐涨落，在未封冻的河口可见。冬季常数十至上百只结群活动。

## 分布地域
翘鼻麻鸭分布于欧亚大陆，在中国东北、华北、西北地区，西藏、四川和云南北部等地繁殖。越冬区至北非、印度及中国长江流域以南和东南沿海一带的亚热带地区。在西欧为留鸟，德国北部海岸有其固定的换羽地，每年在此地换羽的翘鼻麻鸭约有10万只。

## 特征
翘鼻麻鸭羽麻鸭属其他鸟种一样，体形中等，体长约60厘米，身体颜色醒目。雄鸟的头部和上颈为黑褐色，具有绿色的光泽，体羽主要为白色，肩部至飞羽为深绿色；胸部有一栗色横带，经腹部延伸至肛周，尾尖端绿色；喙赤红色，基部生有一个突出的红色皮质瘤，颜色艳丽，脚桔红色。雌鸟的羽色与雄鸟的羽色分布相近，但形体较雄鸟略小，体色略淡，嘴基上没有皮质肉瘤。亚成体体色斑驳，以褐色为主，嘴暗红色，脸侧有白斑。虹膜浅褐色。

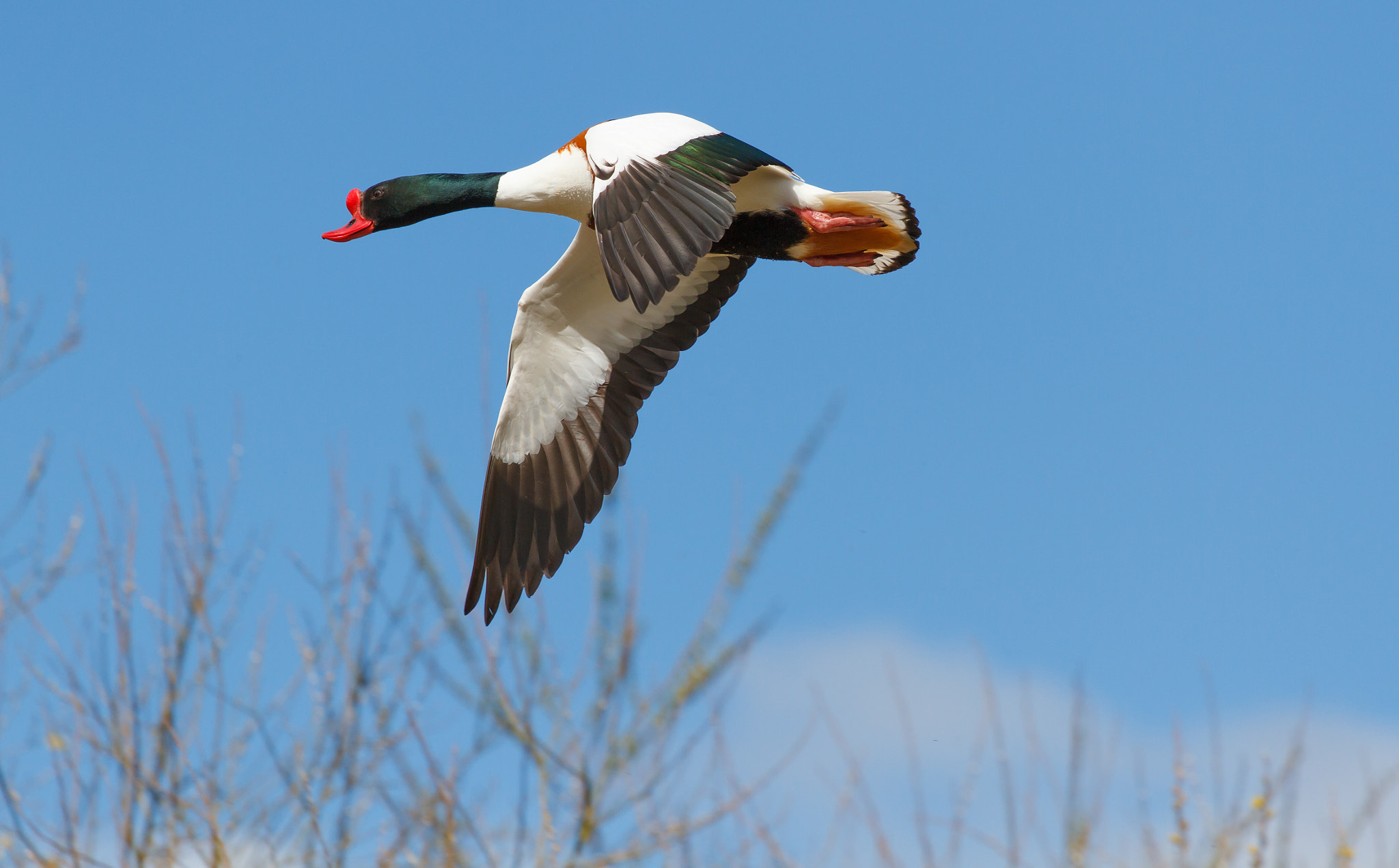
雄鴨
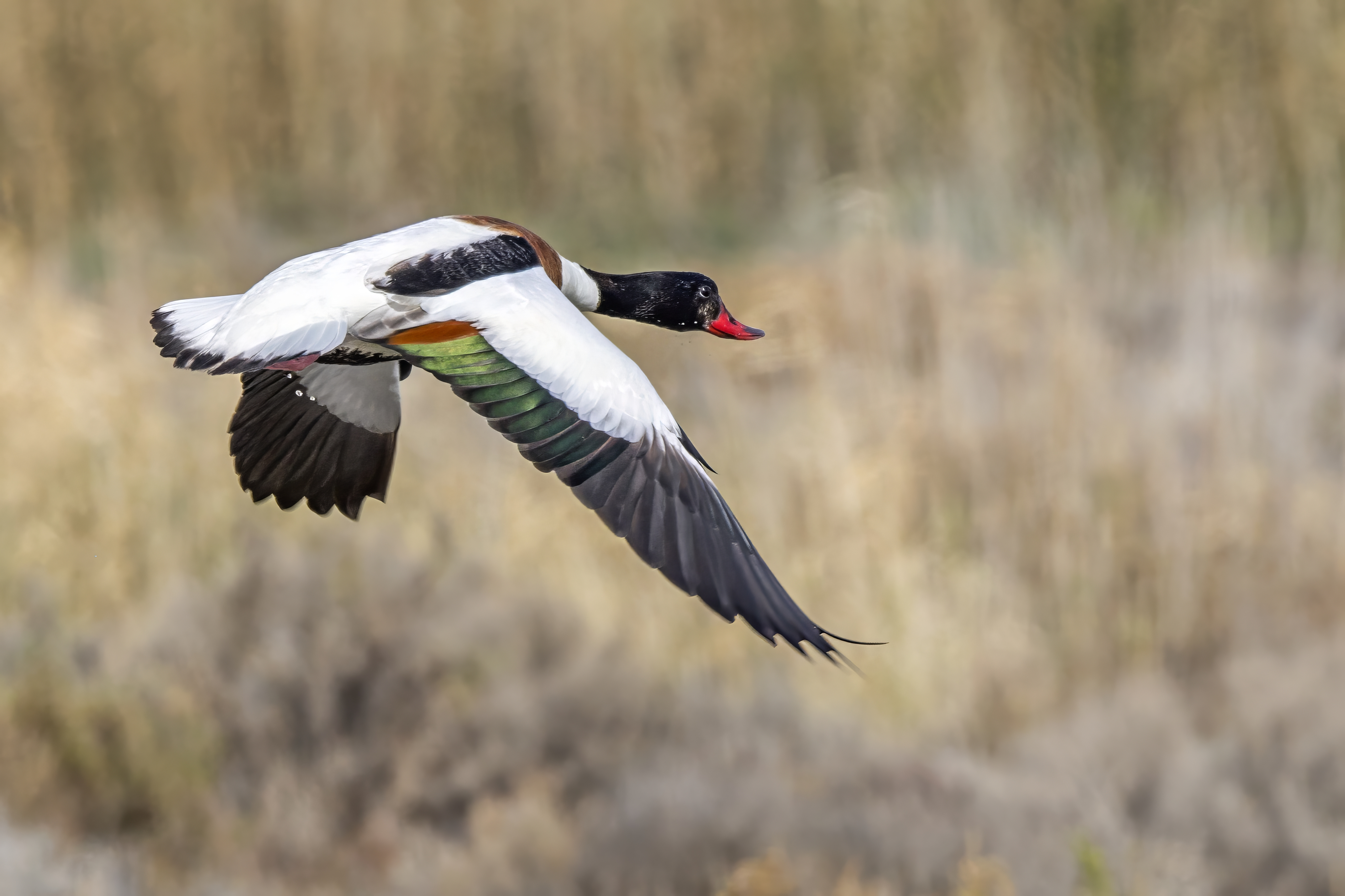
雌鴨

## 食物
翘鼻麻鸭食性很杂，食物中包括咸水、淡水中多种无脊椎动物，如各种昆虫、牡蛎、软体动物、海螺、贝类、蜗牛等，也吃小鱼、水蛙及苔藓种子等植物。

## 繁殖與保护
翘鼻麻鸭喜营巢于咸水湖泊的湖岸洞穴、树洞、干草堆等，极少于淡水湖泊。翘鼻麻鸭每窝产7-12枚卵，象牙白色，卵重60-80克，孵卵期为27-29天。
本物种未列入保护，在中国种群数量较丰富，但也存在非法捕猎的现象，在某些地区已列入保护（如中国吉林省列入三级保护动物）。

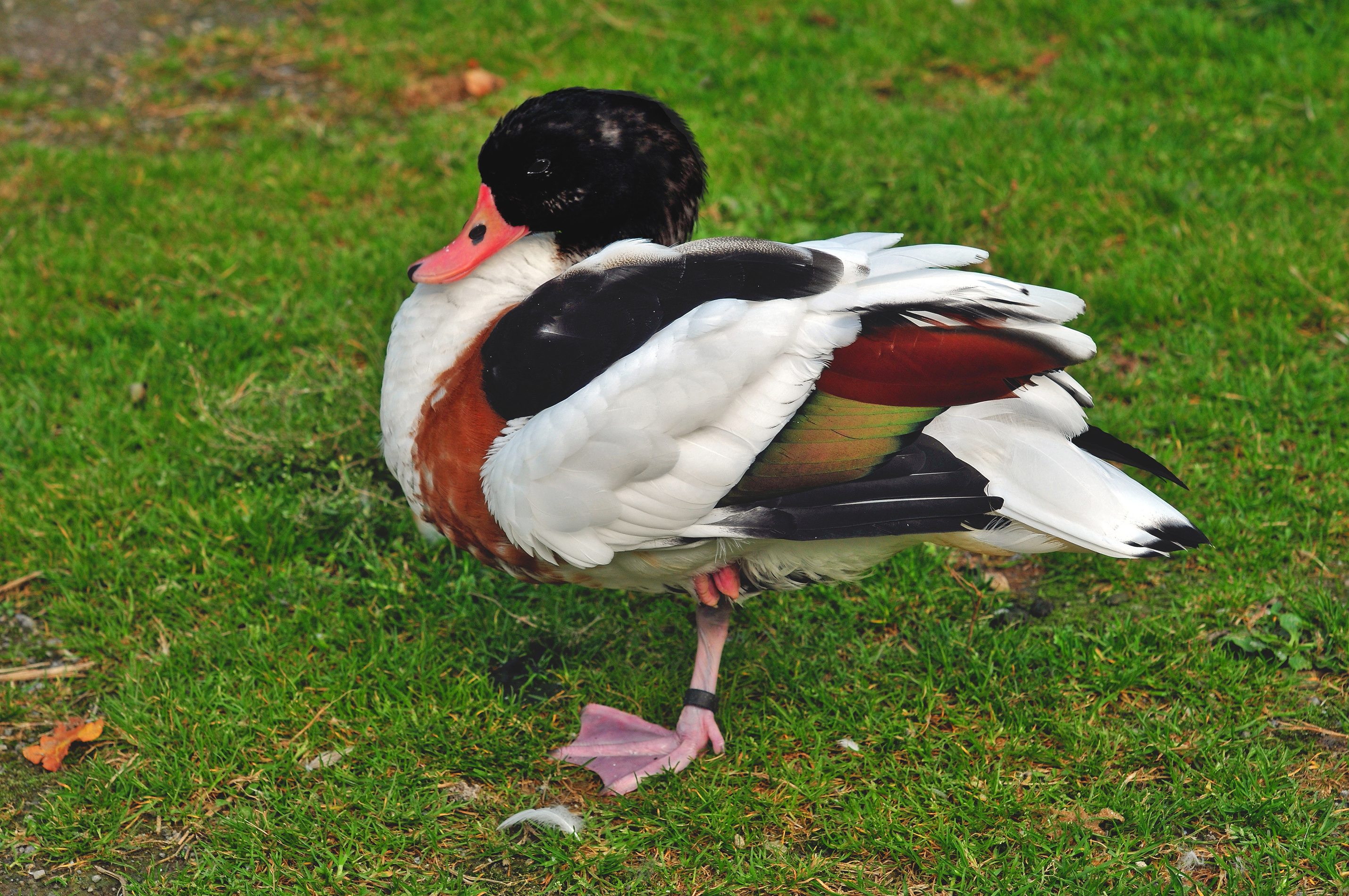
一隻雌鴨豎起羽毛。
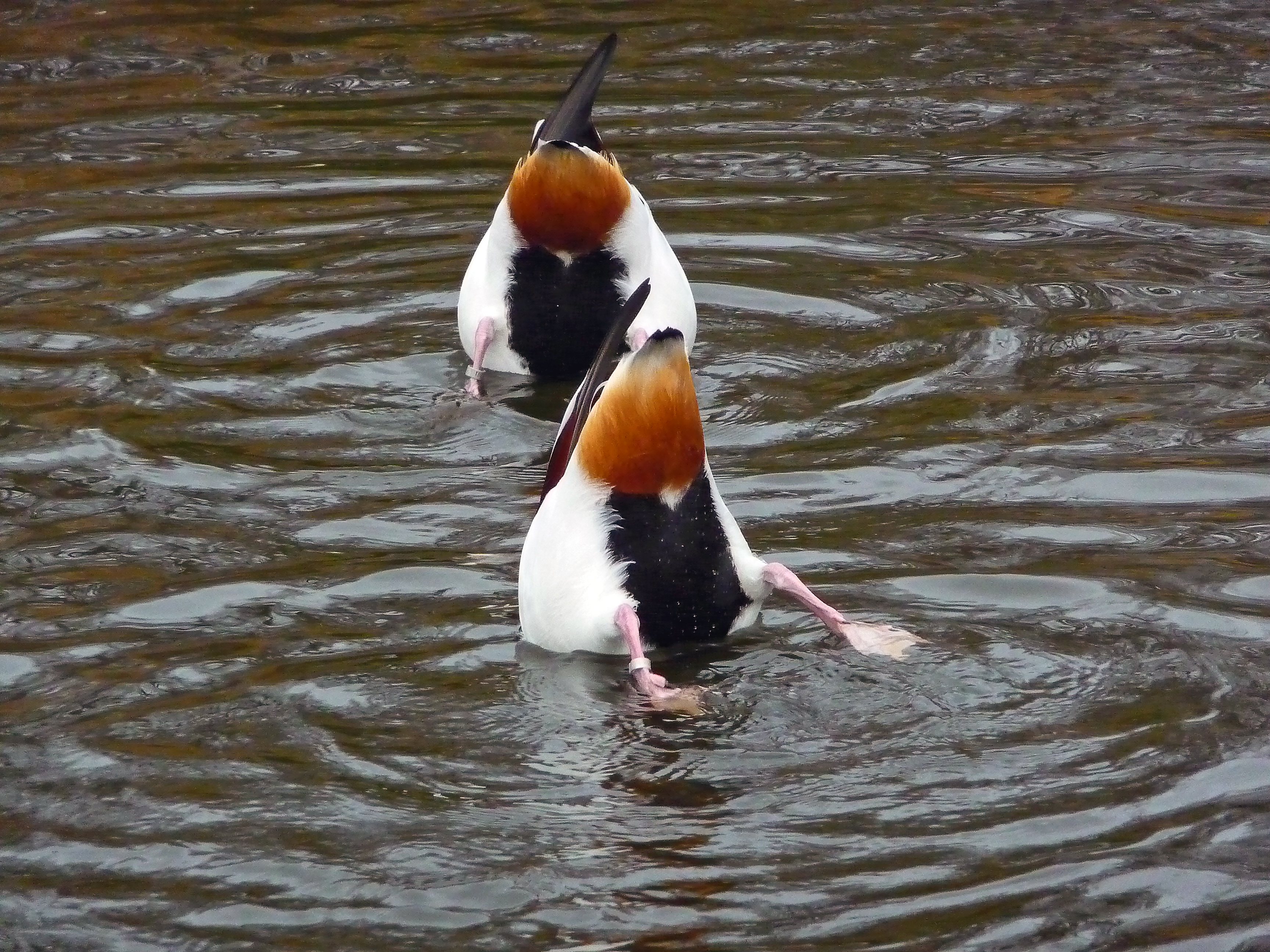
倒立中的成鴨，注意底面和腳的顏色
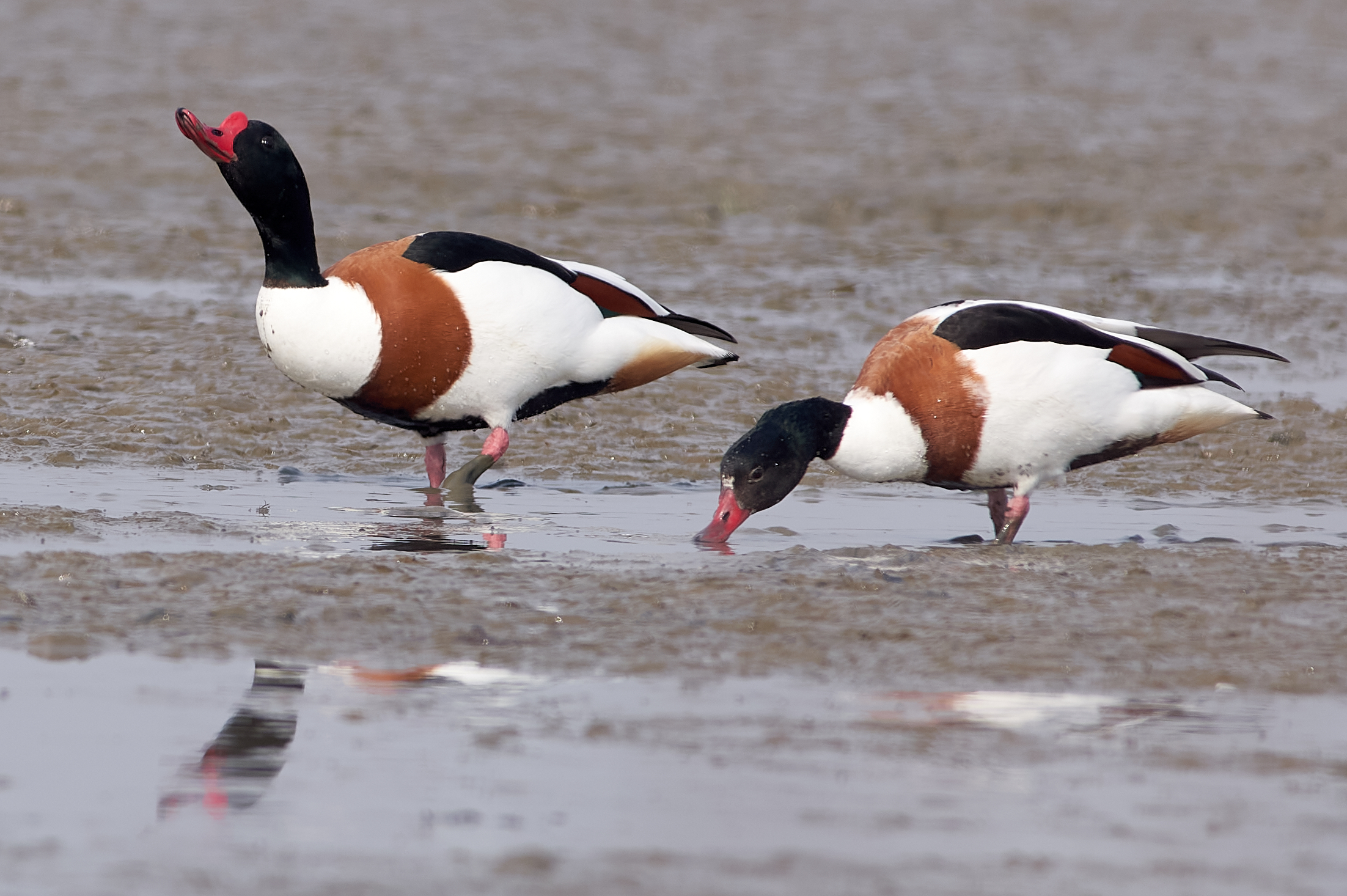
翹鼻麻鴨雌雄在一起, 攝於阿姆魯姆島，德國
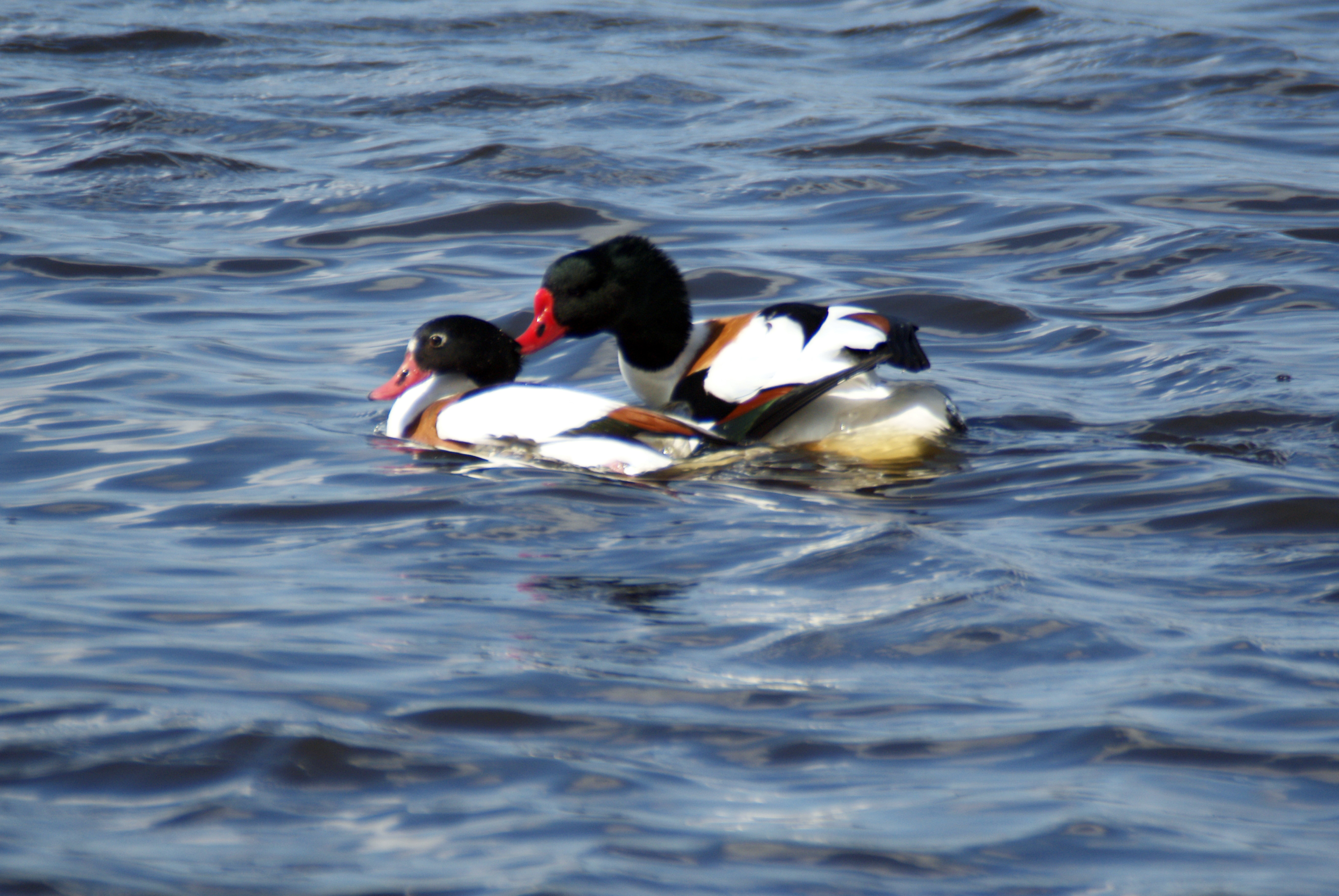
成鴨交配（右邊雄性）,注意體型差異, 蘭開夏郡（英國）
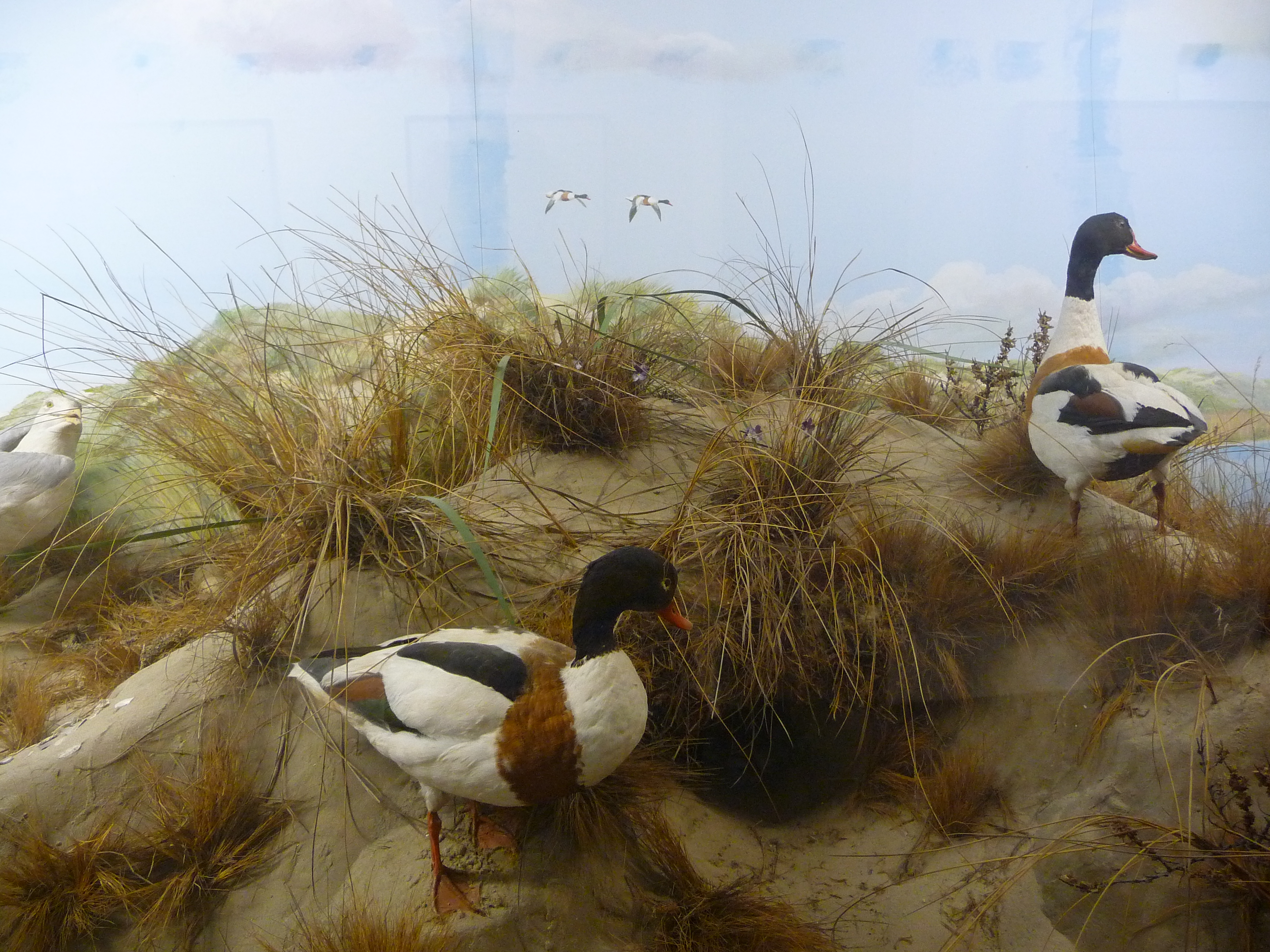
築巢地點模型，威廉港博物館, 於斯特（德國）
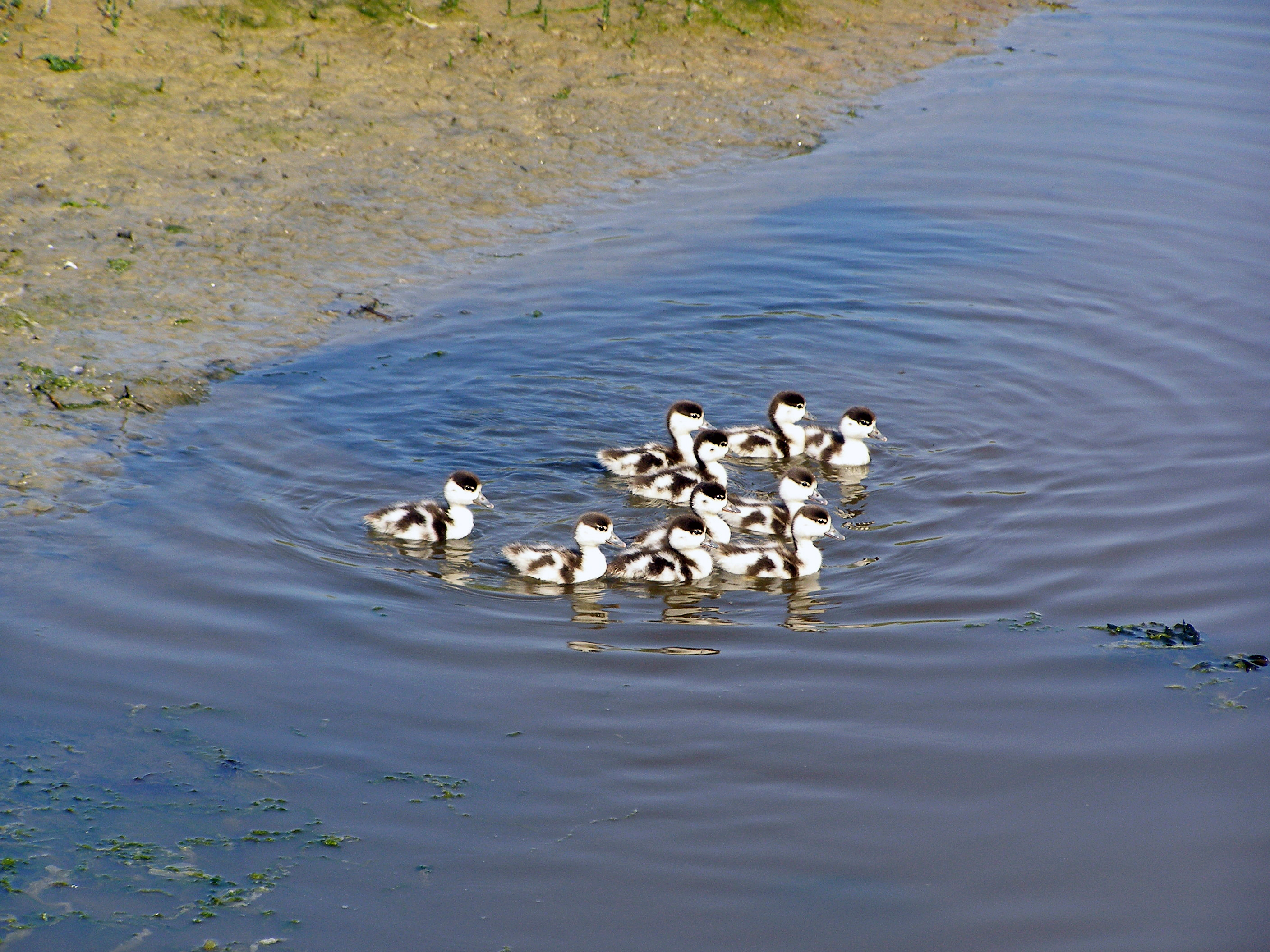
小鴨, 波爾昆, 德國
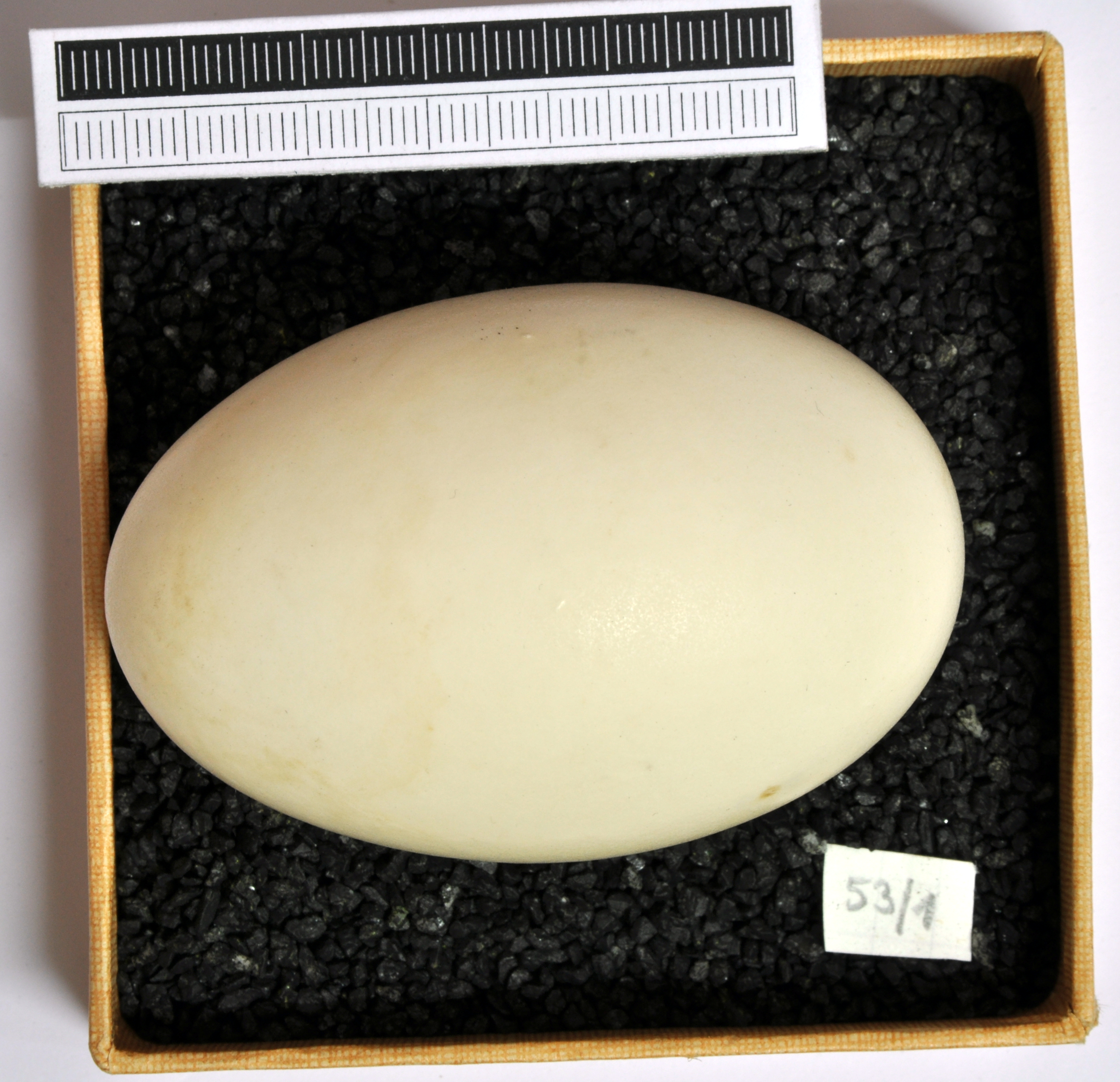
蛋, 收藏於威斯巴登博物館
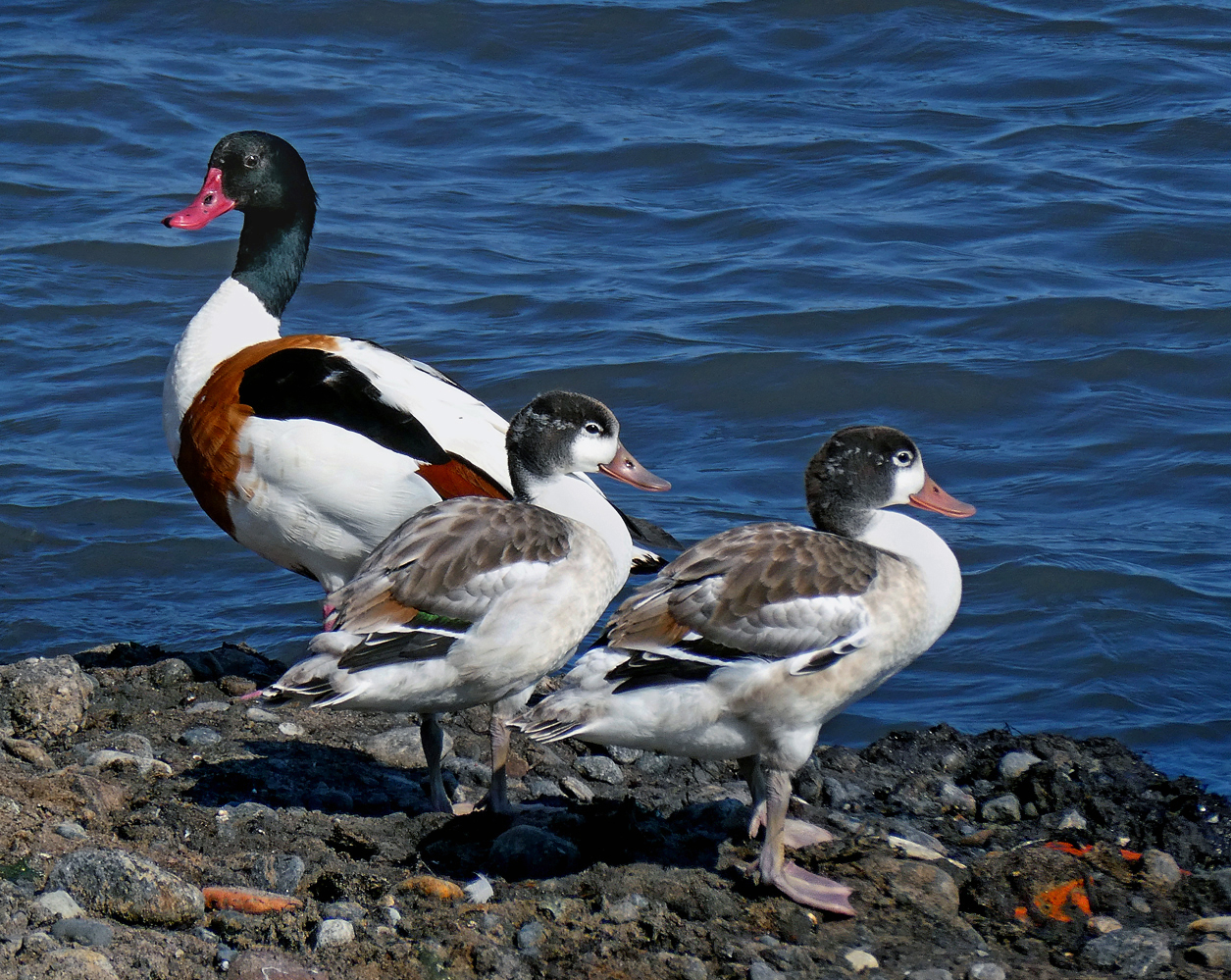
雌鴨和兩隻半大的小鴨
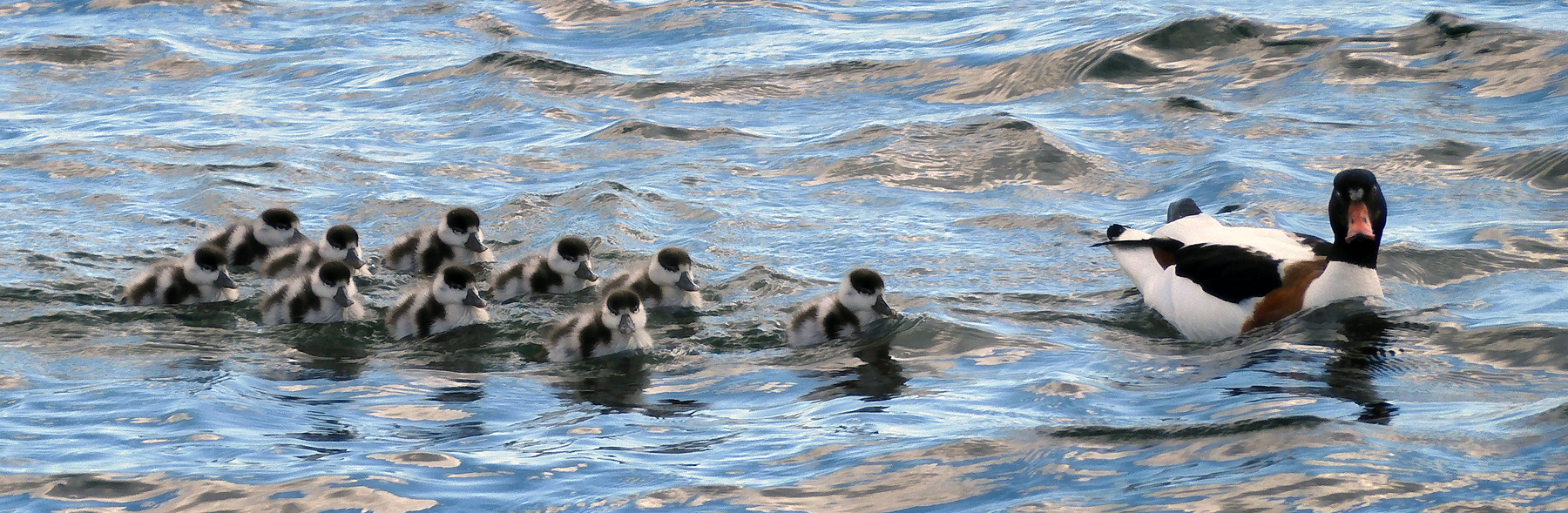
母鴨帶著一週大的小鴨